# Rodrigo Muñoz Santibañez
Rodrigo Muñoz Santibañez (ur. 31 maja 1988) – chilijski wioślarz.

## Osiągnięcia
- Mistrzostwa Świata – Poznań 2009 – czwórka bez sternika wagi lekkiej – 17. miejsce[1].